# Phyllonorycter stettinensis
Phyllonorycter stettinensis là một loài bướm đêm thuộc họ Gracillariidae. Nó được tìm thấy ở Scandinavia và Phần Lan đến Pyrénées, Corse, Ý và Bulgaria và từ Đảo Anh đến Nga.
Sải cánh dài 6.5-7.5 mm. Có hai lứa trưởng thành vào tháng 5 và một lần nữa vào tháng 8.
Ấu trùng ăn Alnus cordata, Alnus glutinosa và Alnus incana. Chúng ăn lá nơi chúng làm tổ.